# 커서 (코드 편집기)
커서(Cursor)는 윈도우, macOS 및 리눅스용 사유 AI 기반 통합 개발 환경으로, 고급 인공지능 기능을 코딩 환경에 직접 통합하여 개발자 생산성을 향상시키도록 설계되었다. 이 프로그램은 코드 생성, 스마트 재작성 및 코드베이스 쿼리와 같은 추가 AI 기능이 있는 비주얼 스튜디오 코드의 포크이다. 커서는 무료/유료 과금 모델이 있는 사유 소프트웨어이며 AI 시스템 구축에 참여하는 응용 연구소인 애니스피어(Anysphere Inc.)에서 개발했다. 특히, 커서의 에이전트 모드는 작업을 처음부터 끝까지 완료할 수 있으며, 프로그래머와 계속 소통하며 빠르게 코드를 생성하고 수정하며 실행할 수 있다.

## 기능
커서는 대형 언어 모델을 사용하여 자동 완성 및 채팅 기능으로 코드를 조작하는 광범위한 기능을 가지고 있다. 포크 버전의 비주얼 스튜디오 코드이므로 기존 확장 및 설정은 사용자의 워크플로우에 통합될 수 있다.
커서를 사용하면 개발자가 자연어 지침을 사용하여 코드를 작성할 수 있다. 사용자는 프롬프트를 제공하여 코드의 일부를 생성하거나 업데이트할 수 있다. 또한 전체 코드베이스를 인덱싱하여 자연어로 쿼리할 수 있다. 이 편집기는 스마트 재작성 기능을 제공하여 사용자가 여러 줄의 코드를 동시에 업데이트할 수 있도록 지원하며, 이는 리팩토링 및 대량 변경 사항을 효율적으로 구현하는 데 특히 유용하다. 편집기는 후속 코드 편집을 예측하며, 사용자는 탭을 사용하여 적용할 수 있다.

## 역사
애니스피어(Anysphere)는 2022년에 MIT에서 만난 네 친구인 수알레 아시프, 아르비드 루네마크, 아만 상어, 마이클 트루엘이 설립했다. 2023년에 그들은 커서를 출시했으며, 그해 말 오픈AI의 스타트업 펀드가 주도하는 800만 달러의 시드 투자를 유치했다. 2024년 8월, Anysphere는 앤드리슨 호로위츠가 주도하는 시리즈 A 펀딩 라운드에서 6천만 달러를 유치하여 회사 가치를 4억 달러로 평가받았다. 2024년 11월, Anysphere는 AI 코딩 비서 Supermaven을 인수했다고 발표했다. 2025년 1월, Thrive Capital과 앤드리슨 호로위츠가 시리즈 B 펀딩 라운드를 주도했다. Anysphere는 이 라운드에서 1억 5백만 달러를 유치했으며, 회사 가치는 25억 달러로 평가받았다. 2025년 5월, Anysphere는 Thrive Capital, 앤드리슨 호로위츠 및 Accel 등으로부터 9억 달러를 유치한 후 90억 달러의 기업 가치에 도달했다.
2025년 4월, 커서는 소프트웨어를 여러 장치에서 동시에 사용하는 능력에 영향을 미치는 버그를 경험했다. 그러나 AI 생성 응답을 사용하는 커서 고객 지원 이메일은 보안상의 이유로 단일 구독 라이선스가 여러 장치에서 사용되는 것을 금지하는 정책을 환각했으며, 각 장치에 대해 별도의 구독을 구매해야 한다고 잘못 명시했다. 레딧에서 새로운 "정책"에 대한 비판이 일자, 애니스피어 대변인은 그러한 정책이 존재하지 않으며 "최전선 AI 지원 봇"의 오류 응답이었다고 명확히 하는 철회를 발표했다.

## 프라이버시 및 보안
커서는 개인 정보 보호 모드를 포함한 개인 정보 보호 옵션을 제공하며, 이 모드에서는 사용자 코드가 원격으로 저장되지 않는다. 플랫폼은 SOC 2 인증을 받아 업계 표준 보안 관행을 준수한다.

## 커뮤니티 및 채택
커서는 Bramerz, Shopify, 오픈AI, Instacart와 같은 회사의 엔지니어들로부터 주목을 받았다. 사용자들은 편집기의 직관적인 AI 통합과 코드 생성 및 편집의 효율성을 언급하며 상당한 워크플로우 개선을 보고했다.

## 다른 AI 코드 편집기와의 비교
깃허브 코파일럿과 같은 다른 AI 기반 코드 편집기와 비교했을 때, 커서는 독립형 환경 내에서 깊은 통합을 제공하며 고급 사용자 정의 옵션을 제공한다. 두 도구 모두 코딩 효율성 향상을 목표로 하지만, 이들 간의 선택은 통합 및 워크플로우에 대한 개인적인 선호도에 따라 달라질 수 있다.

## 같이 보기
- 비주얼 스튜디오 코드
- 깃허브 코파일럿
- 바이브 코딩